# Christian Dior (bals)
Pour l’article homonyme, voir Christian Dior.
Christian Dior participe à des bals et fêtes au cours de sa carrière. Invité, costumier, ou couturier, il croise alors le Tout-Paris et la haute société.

## Historique

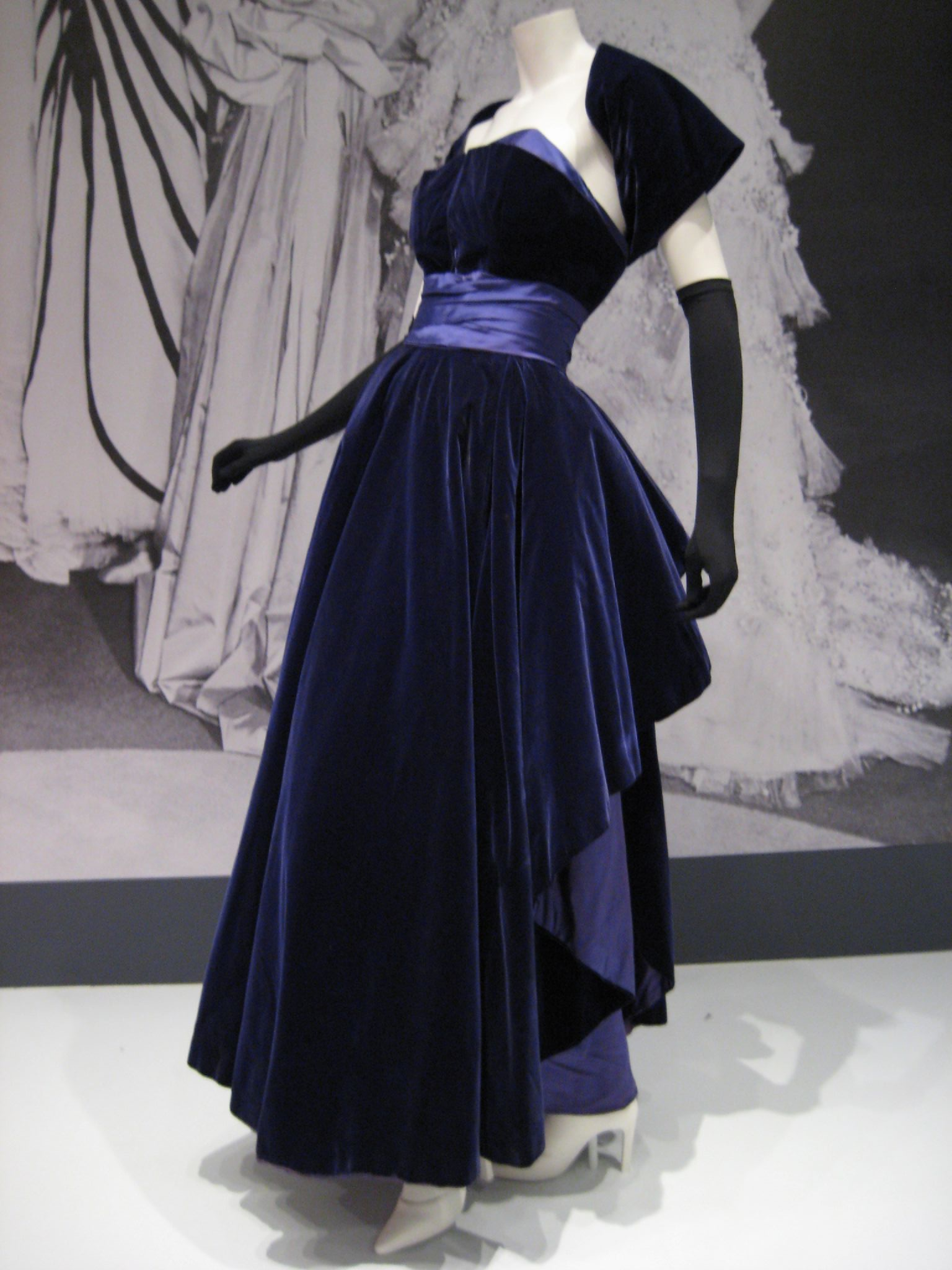
Robe et gants du soir Christian Dior, présentée au musée d'art d'Indianapolis.

À la fin des années 1940, Christian Dior se lie d'amitié avec Jean Cocteau. Christian Dior, auréolé de l'immense succès de sa première collection, est introduit dans les bals importants par Cocteau, tel que ceux du mécène et comte Étienne de Beaumont à l'hôtel de Masseran ou dans d'autres lieux essentiellement parisiens.
Le début des années 1950 marque le retour de fêtes fastueuses après les restrictions de la Guerre. Ces fêtes extravagantes regroupent les artistes, milliardaires, mondains, élégantes, intellectuels, la haute société française ou internationale. Elles ont lieu dans des hôtels particuliers comme celui des Noailles, fêtes données par Marie-Laure de Noailles, ou chez les artistes comme Leonor Fini, amie du couturier depuis les années 1930, ou Tristan Tzara. Le maitre de cérémonie donne le thème du bal qui s'impose aux décors et costumes ; Christian Dior participe alors régulièrement à la conception de ceux-ci ainsi qu'aux robes de bal : il est soit l'invité d'honneur, soit le costumier, soit le couturier des femmes. « La robe de bal vous fait rêver et doit faire de vous une créature de rêve. J'estime que dans la garde-robe d'une femme, elle est tout aussi nécessaire qu'un tailleur. Et si merveilleuse pour le moral. » Le photographe Cecil Beaton immortalisera Daisy Fellowes puis les vingt et un ans de la princesse Margaret toutes deux vêtues d'une robe de bal signée Dior.
En mars 1949, Étienne de Beaumont et son épouse Édith donnent le bal des Rois et des Reines, y invitant le Tout-Paris. Christian Dior y vient déguisé, avec un masque de lion. Y participent aussi le couturier Jacques Fath, la surréaliste Leonor Fini, le comte Carlo Sforza, Christian Bérard, ou Valentine Hugo…
Le 3 septembre 1951, Charles de Beisteigui donne une fête costumée à Venise au Palais Labia, avec plus de mille invités :  le Bal des Masques et Dominos restera dans les mémoires comme « le bal du siècle,, »,. La fête débute par un défilé costumé dans les rues de la ville. Les costumes sont dessinés par Christian Dior, avec Salvador et Gala Dalí. Le couturier défile aux côtés de Dalí ou de Victor Grandpierre,, et sont réalisés par Pierre Cardin. « Celle-ci fut la plus belle des fêtes que je vis et ne verrai jamais » dira plus tard Christian Dior.
En septembre 1953 une fête est organisée au cirque Amar par la baronne de Cabrol. Toute la haute couture de l'époque, Schiaparelli, Givenchy, Lanvin, Balmain et surtout Dior, est représentée.
En 1956, le couturier participe au Bal des Artistes habillé en dandy, personnage d'après Jules Barbey d'Aurevilly.
À partir de 1985, la couture Dior ou les Parfums Christian Dior, donnent des bals pour quelques événements : le lancement du parfum Poison voit l'organisation d'un bal au château de Vaux-le-Vicomte, suivi d'un autre pour le parfum Dune en 1991. En 2007, l'anniversaire des soixante ans de la maison de couture sont fêtés avec un bal organisé par John Galliano à l'Orangerie de Versailles,. Un peu plus tard, c'est l'Opéra Garnier qui accueille un bal pour le parfum Midnight Poison sur le thème de Cendrillon. Le rapport entre les bals et le couturier donne est également source d'inspiration pour créer certaines dénominations de produits de la marque, tel que par exemple la collection de montres Dior VIII Grand Bal déclinées en plusieurs modèles, ou le parfum floral Grand Bal et la ligne de maquillage du même nom.